# بيقية حراجية
البيقية الحراجية نوع نباتي يتبع جنس البيقية من الفصيلة البقولية. اسمه العلمي (باللاتينية: Vicia sylvatica).
موطنها الأصلي وسط أوروبا حيث تنتشر في جنوب ألمانيا وجبال الألب والبلقان.

## الوصف النباتي
نبات عشبي حولي. الورقة ريشية مركبة تنتهي بمحلاق. الأزهار بيضاء موشحة بالبنفسجي (انظر الصورة).

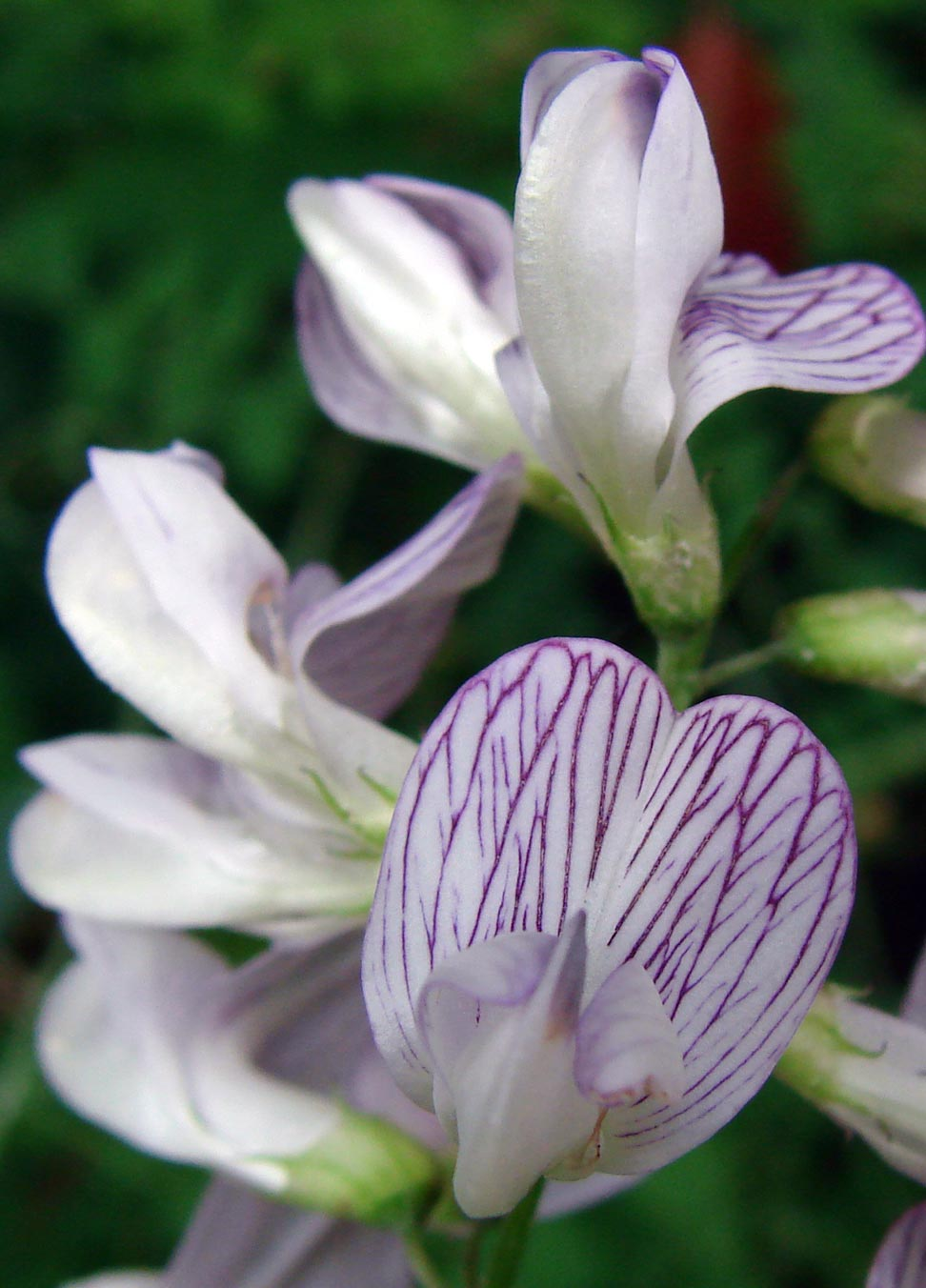
أزهار البيقية الحراجية